# Hunzen
Hunzen è una frazione (Ortsteil) del comune di Halle, nel land della Bassa Sassonia, in Germania.
Già comune autonomo, fu incorporato ad Halle il 1º gennaio 1973.